# Isabelle Patissier
Isabelle Patissier (Sainte-Foy-lès-Lyon, 1º marzo 1967) è un'arrampicatrice francese.
Ha praticato le competizioni di difficoltà e l'arrampicata in falesia.

## Biografia
Ha iniziato ad arrampicare a sei anni con i genitori, appassionati di montagna. Fino ai dodici anni ha arrampicato sui massi e poi verso i quattordici ha praticato l'alpinismo a Chamonix. Con la famiglia si recava anche nella falesia di Prelles nei pressi di Grenoble. Si è dedicata anche allo sci alpino con lo slalom speciale.
Nel 1986 a diciannove ha vinto la prima gara ufficiale francese organizzata a Vaulx-en-Velin arrampicando a piedi nudi. Il palasport era a due passi dal suo liceo. La vittoria le diede la motivazione di dedicarsi a tempo pieno all'arrampicata. 
Nel 1988 è la prima donna a salire un 8b: Sortilèges a Cimaï. Dal 1989 al 1995 ha preso parte alla coppa del mondo vincendone due edizioni.
È stata anche la prima arrampicatrice a dare rilievo al proprio look, complice la sua bellezza. Nel 1993 ha sposato il presentatore televisivo Nicolas Hulot per poi divorziare nel 1996. Nel 1995 a 27 anni dopo dieci anni ad alto livello ha smesso di arrampicare.
Dal 2000 si dedica ai raid automobilistici come pilota, cominciando dal Rally delle Gazzelle. Nel 2002 ha partecipato alla sua prima Parigi-Dakar vincendo il titolo nella categoria "production".

## Palmarès

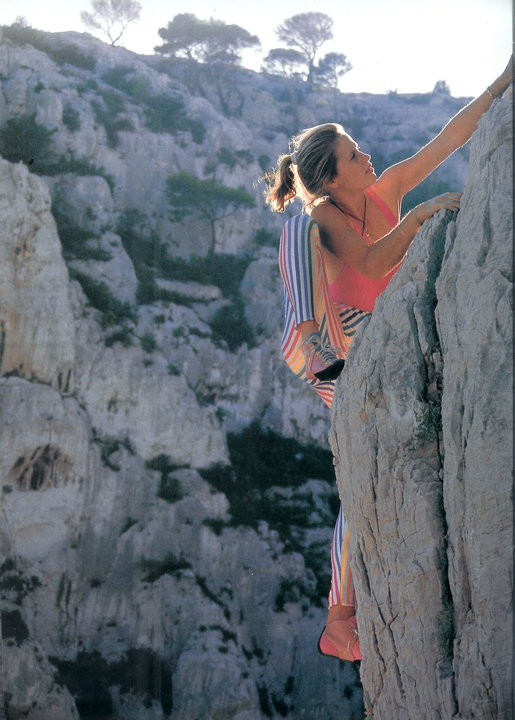
Isabelle Patissier in Verdon negli anni '80

### Coppa del mondo
|      | 1989 | 1990 | 1991 | 1992 | 1993 | 1994 |
| ---- | ---- | ---- | ---- | ---- | ---- | ---- |
| Lead | ?    | 1    | 1    | 2    | 7    | 2    |

### Campionato del mondo
|      | 1991 | 1993 |
| ---- | ---- | ---- |
| Lead | 2    | 3    |

## Statistiche

### Podi in Coppa del mondo lead
| Stagione | 1º | 2º | 3º | Podi totali |
| -------- | -- | -- | -- | ----------- |
| 1989     |    |    |    |             |
| 1990     | 2  | 2  | 1  | 5           |
| 1991     | 3  | 1  |    | 4           |
| 1992     | 1  | 3  | 2  | 6           |
| 1993     | 1  |    | 1  | 2           |
| 1994     |    | 2  | 1  | 3           |
| Totale   | 7  | 8  | 5  | 20          |

## Falesia

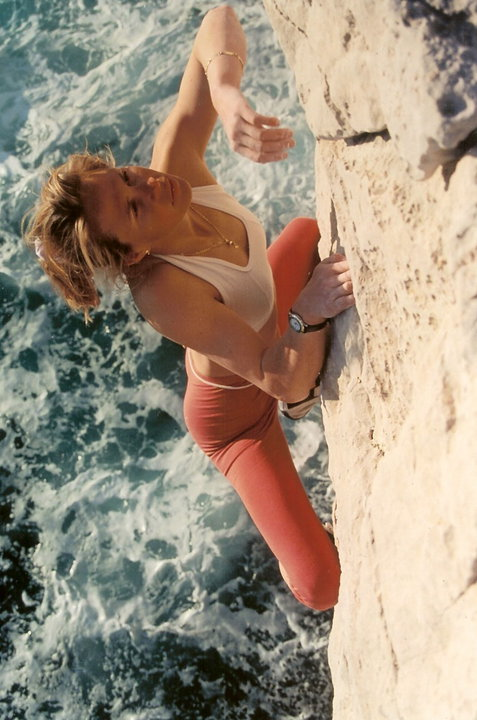
Isabelle Patissier alle Calanques negli anni '80

### Lavorato
- 8b/5.13d:
  - Les sucettes à l'anis - Cimaï (FRA) - 1989
  - Sortilèges - Cimaï (FRA) - 11/1988 - Prima salita femminile della storia di un 8b, via di Didier Raboutou del 1986
- 7c/5.12d:
  - Katapult - Frankenjura (GER) - 1985